# Livre (monnaie)
Pour les articles homonymes, voir Livre.
La livre est une unité monétaire fondée sur l'argent, dont la valeur et les subdivisions ont varié suivant les pays et les époques. Elle est parfois dénommée lire avec le même sens, du mot italien.

## Empire carolingien-Saint-Empire romain
Par la capitulaire de 794, la nouvelle livre de Charlemagne, livre-monnaie proprement dite, est divisée en 20 solidus (sols ou sous) et pèse 16 onces romaines, soit 434,80 grammes d'argent fin (le titre maximal, indice de pureté obtenu à cette époque par les orfèvres, est de 948 millièmes). C'était l'once romaine du vrai et juste poids qui consistait en des poids en bronze portant la légende : Caroli pondus, soit : « poids de Charlemagne », pesant selon l'étalon le mieux conservé, 27,425 grammes. Dans une livre d'argent de ce poids étaient taillés 180 deniers-poids nouveaux.
Ce système, hérité de l'Empire romain (denarius/solidus/libra), sera plus tard adopté entre autres par le Saint Empire, le royaume d'Angleterre (avec la livre sterling) et le royaume de France (livre tournois).

## Empire byzantin
Dans l'Empire byzantin, la livre est une monnaie de compte fréquemment utilisée pour les sommes importantes : elle est divisée en 72 nomismata, et son poids est de 324,72 g.

## EnFrance
En France et dans les autres territoires appartenant à l'Empire carolingien, on utilisait, au Moyen Âge, comme monnaie de compte une livre divisée en 20 sous, chaque sou étant lui-même divisé en 12 deniers. La livre valant donc 240 deniers. Une livre correspondait vraiment à une livre d'argent (environ 409 grammes) avec laquelle on frappait 240 deniers. Ainsi originellement, 240 deniers avaient exactement le poids d'une livre d'argent. Par ailleurs, seuls les deniers, et les oboles (des sous-unités des deniers) circulaient effectivement, conduisant ainsi les achats importants à se faire en grands quantités de numéraire.
Ce système a été modifié sous l'Ancien Régime (voir Système monétaire de l'Ancien Régime). Le denier devenait également une unité de compte, et les unités en circulation se nommaient par exemple louis, écu ou liard. Avec l'altération perpétuelle de la monnaie frappée, la valeur de la livre monétaire s'est tellement altérée que, dans les années 1790, la livre valait seulement le dix-huitième de sa valeur de 1266. Naturellement, 240 deniers d'une telle livre alterée ne correspondaient plus à une livre de poids.
| Racine latine | Noms français | Noms anglais |
| ------------- | ------------- | ------------ |
| Libra         | Livre         | Pound        |
| Solidus       | Sol ou Sou    | Shilling     |
| Denarius      | Denier        | Penny        |

|   | £       | S      | d   |
| £ | 1       | 20     | 240 |
| S | 1 / 20  | 1      | 12  |
| d | 1 / 240 | 1 / 12 | 1   |

En France, dans le système monétaire de l'Ancien Régime, il existait différentes livres dont la livre tournois (c'est-à-dire de Tours), la plus couramment utilisée, et la livre parisis (c'est-à-dire de Paris). Quatre livres parisis valaient cinq livres tournois.
Sous l'Ancien Régime, le mot « livre », ou parfois « franc », était aussi utilisé pour désigner une simple unité de compte, dont la valeur n'apparaissait sur aucune pièce. Par exemple, il existait des pièces d'un écu, qu'on portait en compte pour une valeur de trois livres.

## EnEurope

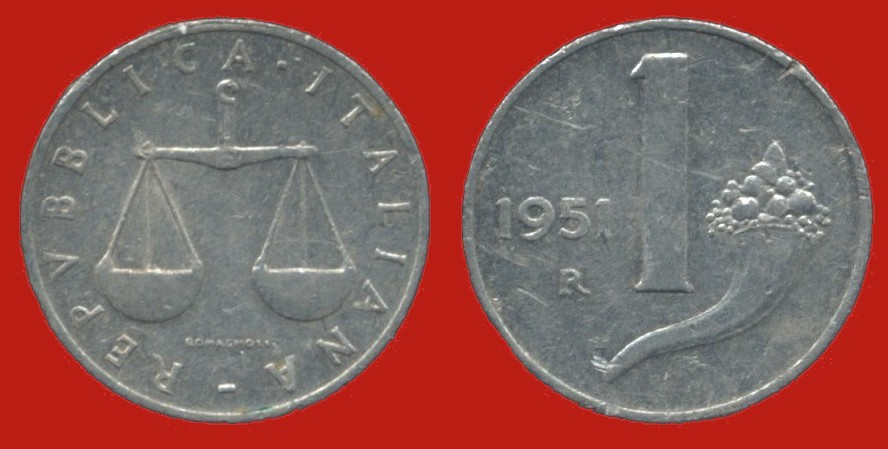
1 lire italienne de 1951.

Jusqu'en 1971, le Royaume-Uni utilisait un système de type livre-sou-denier : la livre sterling (abréviations : GBP et £) était divisée en 20 shillings, chaque shilling étant lui-même divisé en 12 pence. Une livre valait donc 240 pence. En 1971, le Royaume-Uni est passé au système décimal : une livre est depuis lors divisée en 100 pence. L'Irlande utilisait le même système que son voisin jusqu'en 1971 et a décimalisé la livre irlandaise en même temps.
Au Moyen Âge, le système monétaire allemand avait aussi pour unité de compte la livre d'argent, ce qui signifie qu'on utilisait une livre d'argent (le « Mark ») pour frapper des pièces. On la divisait soit en 20 « Schillinge », soit en 240 « Pfennige ». Au départ, seuls circulaient les « Pfennige », mais l'altération de leur valeur conduisit à la frappe de « Schillinge ».
Les lires utilisées en Italie jusqu'à l'introduction de l'euro avaient également la même origine. Malte a aussi utilisé la lira avant d'adopter l'euro.

## La livre aujourd’hui

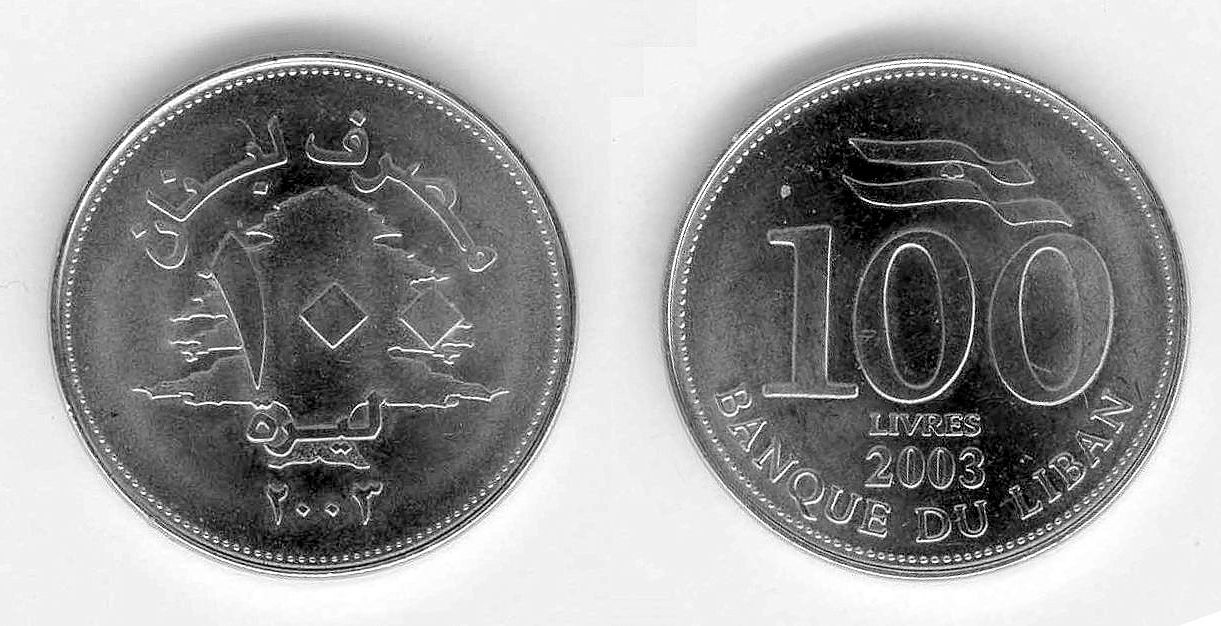
Pièce de 100 livres libanaises (2003).

Aujourd'hui, la livre est utilisée comme monnaie nationale par l'Égypte, le Liban, le Royaume-Uni, le Soudan, le Soudan du Sud, la Syrie, et la Turquie.
Israël a également utilisé la livre jusqu'en 1980 quand elle a été remplacée par le shekel. Chypre a aussi utilisé la livre jusqu'en 2008 quand elle a été remplacée par l'euro.